# Yves Bayard

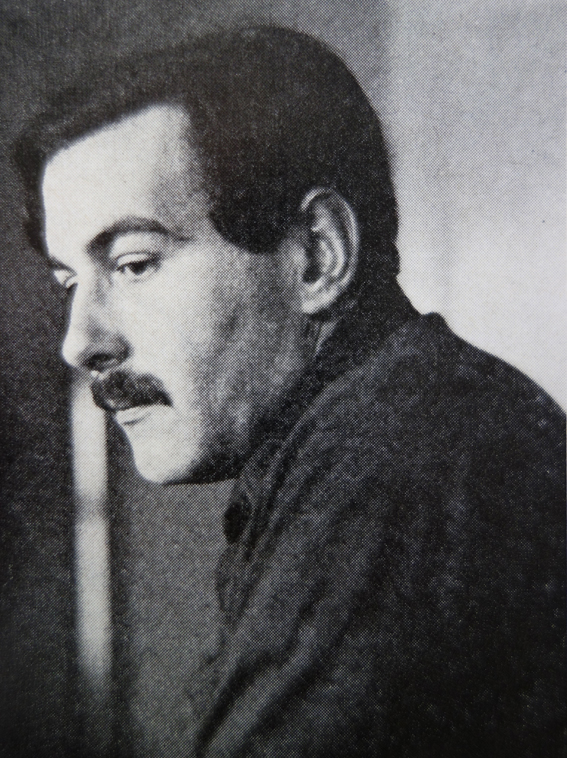
Yves Bayard (1967)

Yves Bayard (* 1935 in Paris; † 11. März 2008 in Nizza) war ein französischer Architekt. 

## Werdegang
Yves Bayard erwarb sein Diplom 1967 an der École nationale supérieure des beaux-arts de Paris, wo er auch seinen späteren Planungspartner, den Bauingenieur Henri Vidal kennenlernte. 

## Werke

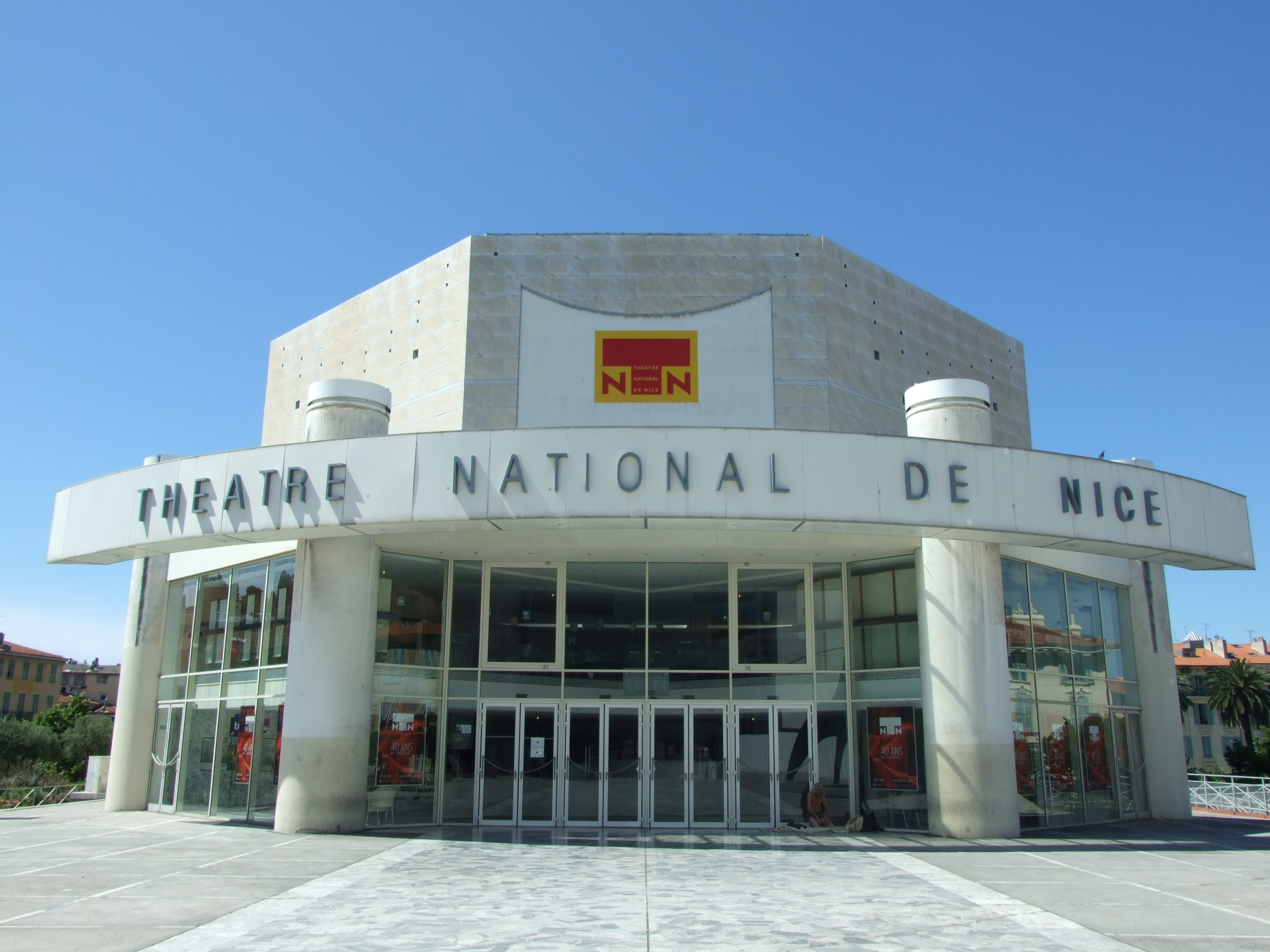
Nationaltheater in Nizza

Bekanntheit erlangte Bayard durch das 1990 in Nizza erbaute Musée d’Art Moderne et d’Art Contemporain sowie das Nationaltheater in Nizza. Beide Bauten plante er gemeinsam mit Bauingenieur Henri Vidal.
1998 baute er eine ehemalige Kartonagenfabrik zur Firmenzentrale von Schumacher in Mannheim um.